# Ящерица Аззелла
Ящерица Аззелла (лат. Darevskia uzzelli) — вид из рода скальные ящерицы (Darevskia) семейства Lacertidae, один из семи партеногенетиков в этом роде. Эндемик Турции.

## Типовая серия
Голотип происходит из точки в 25 км южнее Карса. Взрослая самка, № 105689 в коллекции Калифорнийской Академии Наук. Собрана Р. и Э. Кларками 26 мая 1967 года. В Зоологическом музее ЗИН АН СССР обнаружились экземпляры, принадлежащие этому же виду, из селения Занзак (в 90 км восточнее Эрзерума) из сборов П. В. Нестерова 27 июня 1910 года, которых ранее И. С. Даревский рассматривал как представителей двуполого вида Lacerta saxicola nairensis. Позднее этот подвид относили к также двуполому виду Darevskia raddei nairensis. В серию паратипов включён также экземпляр, собранный в 110 км восточней Эрзерума в августе 1968 О. Штиммлером (Музей им. А. Кёнига, Бонн). В коллекции Измирского университета хранятся два экземпляра этого вида из окрестностей пос. Сарыкамыш (сведения профессора М. Бажоглу), не вошедшие в типовую серию.

## Этимология
Русское и видовое латинское названия этот вид получил в честь американского герпетолога Томаса Маршалла Аззелла-младшего (род. 1932), «внесшего — по словам авторов первоописания — значительный вклад в изучение происхождения и эволюции партеногенеза у позвоночных животных и, в частности, у скальных ящериц».

## Географическое распространение
Вид описан по сборам американских герпетологов супругов Р. и Э. Кларков 1967—1969 годов. Они обратили внимание, что обширная выборка из 124 ящериц  из окрестностей Карса, предварительно определённых ими как Lacerta saxicola, состоит исключительно из самок. Кларки высказали предположение, что имеют дело с партеногенетической формой. В 1976 году благодаря содействию доктора Алана Э. Левитона авторы первоописания получили материал из сборов Кларков из Калифорнийской Академии Наук в Сан-Франциско. По этим материалам был описан на тот момент пятый партеногенетический вид скальных ящериц D. uzzelli, встречающийся на северо-востоке Турции.

## Описание
Длина туловища (включая голову) у половозрелых самок варьирует от 47 до 65 мм. Число чешуй вокруг середины туловища от 46 до 55. Крупных задневисочных щитков позади передневисочного 1-2, тогда как у Darevskia raddei nairensis до 5. На границе спины с брюхом у 100% особей отдельные чешуи сильно увеличены и значительно превышают по величине соседние. Этот вид очень сходен с двуполой Darevskia raddei nairensis, настолько, что И. С. Даревский ошибочно рассматривал собранных Нестеровым ящериц Аззелла, как представителей этого подвида. 
Авторами первоописания предварительно отнесена к Lacerta cf. uzzelli серия из 7 самок, собранных Р. и Э. Кларками в 30 км к северо-западу от города Эрджис (на карте ареала белая точка). От типовой серии они отличались отсутствием задневисочных щитков и гипертрофированными размерами отдельных туловищных чешуй на границе с брюшными щитками. Позднее было показано, что эта серия принадлежит к другому партеногенетическому виду Darevskia sapphirina.

## Среда обитания
Большинство известных местонахождений находятся в долинах рек Карс и Аракс в пределах Карского нагорья. Предпочтительной средой обитания D. uzzelli являются леса и скалистые районы на высоте 2200 м (7200 футов). Можно было бы предполагать, что ареал вид заходит в Грузию и Армению, однако специальные исследования показали, что у границы с Турцией в этих странах обитает двуполый вид Darevskia raddei nairensis (обнаружена у города Ленинакан, у села Агин в ущелье р. Ахурян в Армении и окрестностях Вардзия в ущелье верховьев Куры в Грузии). В двух пунктах в 27 и 47 километрах юго-восточней города Хорасан ящерица Аззела обнаружена одновременно с другим партеногенетическим видом Darevskia unisexualis. Б. С. и С. Б. Туниевы с соавторами обнаружили локальную популяцию ящерицы Аззела на сухих базальтовых скалах в ущелье Гюзельдере (приток р. Мурат, бассейн Ефрата). 
Популяция вида сокращается.

## Размножение
D. uzzelli размножается партеногенетически. При первоописании прямых наблюдений за размножением не было. Но косвенным свидетельством являлось отсутствие самцов в выборке более 142 особи и отсутствием "на брюхе и бёдрах половозрелых самок  характерных следов оставляемых во время спаривания челюстями самцов".

## Происхождение
Как известно все партеногенетические виды рода появились естественной гибридизации двуполых видов. И. С. Даревский называл это "сетчатым видообразованием". По предположению И. С. Даревского и Ф. Д. Даниеляна ящерица Аззелла возникла от гибридизации Darevskia raddei nairensis, на которую она очень похожа, с Darevskia parvula Lantz et Cyren, с которой она симпатрична в долине Аракса.

## Рекомендуемые источники
- Даревский И. С., Даниелян Ф. Д. Lacerta uzzelli sp. nov. (Sauria, Lacertidae) — новый партеногенетический вид скальной ящерицы из Восточной Турции // Труды Зоологического Института. — Л., 1977. — Т. 76. — С. 55—59.
- Туниев Б. С., Туниев С. Б., Азиз А., Четин И. Герпетологические исследования в восточной и северо-восточной Турции // Современная герпетология. — 2014. — Т. 14, вып. 1/2. — С. 44—53
- Sindaco R., Jeremčenko V. K. 2008. The Reptiles of the Western Palearctic. 1. Annotated Checklist and Distributional Atlas of the Turtles, Crocodiles, Amphisbaenians and Lizards of Europe, North Africa, Middle East and Central Asia. (Monographs of the Societas Herpetologica Italica). Latina, Italy: Edizioni Belvedere. 580 pp. ISBN 978-88-89504-14-7.